# Fazani
Fazani ili gnjetlovi (lat. Phasianinae), potporodica ptica, dio porodice fazanki, red kokoški. Sastoji se od 16 rodova. Potporodica ima 49 poznatih vrsta. 
- Afropavo - kratkorepi pauni
- Argusianus - plavoglavi pauni
- Catreus - himalajski fazan
- Chrysolophus - zlatni i amherstin fazan
- Crossoptilon - ušati fazani
- Gallus - prave kokoši
- Ithaginis - prugasti tragopan
- Lophophorus - monali
- Lophura - "kokošji" fazani
- Pavo - pravi pauni
- Phasianus - obični fazani
- Polyplectron - paunaši
- Pucrasia - širokorepi fazan
- Rheinardia - pjegavi paun
- Syrmaticus - dugorepi fazani
- Tragopan - tragopani